# Stueng Saen
Stueng Saen är ett distrikt i Kambodja.   Det ligger i provinsen Kompong Thom, i den centrala delen av landet, 120 km norr om huvudstaden Phnom Penh.